# El Gaió
El Gaió är en ort i Spanien.   Den ligger i provinsen Provincia de Huesca och regionen Aragonien, i den nordöstra delen av landet, 400 km öster om huvudstaden Madrid. El Gaió ligger 298 meter över havet och antalet invånare är 310.
Terrängen runt El Gaió är platt åt sydväst, men åt nordost är den kuperad. Terrängen runt El Gaió sluttar söderut.Runt El Gaió är det ganska tätbefolkat, med 172 invånare per kvadratkilometer. Närmaste större samhälle är Monzón, 17,6 km nordväst om El Gaió. Trakten runt El Gaió består till största delen av jordbruksmark.